# Brimeux
Brimeux is een gemeente in het Franse departement Pas-de-Calais (regio Hauts-de-France) en telt 688 inwoners (1999). De plaats maakt deel uit van het arrondissement Montreuil. In de gemeente ligt spoorwegstation Brimeux.

## Geografie
De oppervlakte van Brimeux bedraagt 10,6 km², de bevolkingsdichtheid is 64,9 inwoners per km². De plaats ligt aan de Canche.
De onderstaande kaart toont de ligging van Brimeux met de belangrijkste infrastructuur en aangrenzende gemeenten.

## Demografie
Onderstaande figuur toont het verloop van het inwonertal (bron: INSEE-tellingen).